# رای (شبکه رادیو تلویزیونی)
رای (RAI) - رادیو تلویزیون ایتالیا (به ایتالیایی: Radiotelevisione Italiana) از سال ۲۰۰۰ به صورت تجاری با نام Rai شناخته می‌شود و تا سال ۱۹۵۴ با نام Radio Audizioni Italiane شناخته می‌شد، شرکت ملی رسانه عمومی ایتالیایی است که متعلق به وزارت اقتصاد و دارایی ایتالیا است. رای بسیاری از شبکه‌های تلویزیون زمینی و تلویزیون پولی و ایستگاه‌های رادیو را اداره می‌کند. یکی از بزرگ‌ترین پخش‌کنندگان در ایتالیا است که با مدیاست و دیگر شبکه‌های رادیویی و تلویزیونی کوچک رقابت می‌کند. رای با سهم ۳۵٫۹٪، سهم نسبتاً بالایی از مخاطبان تلویزیونی در کشور ایتالیا دارد.

## درباره
رای به عنوان صداوسیمای دولتی در ایتالیا و تحت اداره وزارت توسعه اقتصاد این کشور است رأی بزرگ‌ترین شرکت تلویزیونی دولتی در ایتالیا و پنجمین شرکت بزرگ ارتباطی در اروپا است که با سه شرکت بزرگ تلویزیونی خصوصی این کشور یعنی مدیاست (mediaset)، شرکت رسانه‌ای مخابرات ایتالیا (Telecom Italia Media) و اسکای ایتالیا در رقابت است. «رای» چندین شبکه تلویزیونی و ایستگاه‌های رادیویی خود را از طریق سیستم دیجیتال و همچنین در چندین ماهواره و سیستم IPTV پخش می‌کند و در سال ۱۹۵۰ یکی از ۲۳ سازمان رسانه‌ای در بنیان‌گذاری سازمان اتحادیه پخش برنامه‌های اروپایی بوده‌است.

## درآمد
نیمی از درامدهای رأی از طریق خدمات فروش کارت‌های این شبکه و نیمی دیگر از طریق تبلیغات است. به‌طور میانگین ۴۲٫۳٪ از مخاطبان ایتالیایی بیننده شبکه‌های رأی هستند.
شبکه‌های «رای» همچنین در کشورهای همسایه: آلبانی، سویس، موناکو، مالت، سان مارینو، شهر واتیکان، مونته‌نگرو، اسلوونی و کرواسی به دلیل نزدیکی به ایتالیا از طریق سیستم دیجیتال زمینی قابل دریافت است.

## تاریخچه
در سال ۱۹۲۴ سازمان رادیو فونیکا با حمایت شرکت مارکونی و به تقلید از سایر کشورهای اروپایی ایجاد شد. این رادیو در مراسم تحلیف بنیتو موسولینی دیکتاتور ایتالیا در پنجم اکتبر ساعت ۲۱ به‌وقت اروپای مرکزی با اعلام گوینده دونارلی ویویانی: اینجا رم رادیو فونیکا ایتالیا سلام عصر بخیر آغاز به کار کرد.
۸۵ درصد سهام رادیو به شرکت وسترن الکتریک واگذار شد. براساس فرمان شماره۱۰۶۷ مورخ ۸ فوریه۱۹۲۳ رادیو تلویزیون ایتالیا در انحصار دولت و تحت نظر وزارت پست و تلگراف بوده‌است به موجب همین قانون سازمان رادیو فونیکا برای حداقل شش سال محکوم شد. اما در سال ۱۹۴۴ و پس از فروپاشی حکومت فاشیستی موسولینی بار دیگرRadio Audizioni Italiane S.p.A. (RAI) با سرمایه‌گذاری Società Idroelettrica Piemontese ایجاد شد.

## پس از جنگ جهانی دوم
در بازسازی‌های پس از جنگ جهانی دوم بسیاری از برنامه‌ریزی‌های اولیه شبکه به سبک بی‌بی‌سی و با تمرکز بر محتوای آموزشی برنامه‌ها و همچنین سبک زندگی و گردشگری معطوف بود. در طول سال‌های بعد رأی تغییرات مختلفی را در سازمان ایجاد کرد و ایستگاه‌های رادیویی خود را سامان بخشید و در نوامبر ۱۹۴۶ دو شبکه ملی Rete Rossa و ReteAzzurra و دراکتبر ۱۹۵۰ برنامه‌هایی مبتنی بر فرهنگ Terzo Programma را اضافه کرد.
از یک زانویه ۱۹۵۲ با الگو گرفتن از Rete Rossa شبکه رادیویی برنامه‌های ملی با (تمرکز بر اطلاع‌رسانی) و
Secondo Programma با (تأکید بیشتر بروی سرگرمی) آغاز به کار کرد.
در حال حاضر امروزه این شبکه تبدیل به سه ایستگاه رایویی: رأی رادیو۱، رأی رادیو۲ و رأی رادیو۳ شده‌است.

## شروع خدمات تلویزیونی
در سال ۱۹۵۴ مؤسسه بازسازی صنعتی ایتالیا تنها سهام‌دار رأی شد و سرانجام تلویزیون رأی در تاریخ ۳ زانویه ساعت ۱۱ به‌وقت اروپای مرکزی در استودیو میلان پخش و در ایستگاه‌های تورین و رم باز پخش شد. در همه‌پرسی سال ۱۹۹۵ مالکیت دائمی دولت بر رای برداشته شد اما هیچ‌گاه به مالکیت خصوصی واگذار نشد.

## دهه ۲۰۰۰
رای قصد داشت تا در زمینه خصوصی‌سازی شرکت ۲۰ درصد از سهام عمومی خود را بفروش رساند که در اکتبر۲۰۰۵ معلق شد
واقعیت از این قرار بود که برلوسکونی نخست‌وزیر ایتالیا دولت را تحت فشار قرار داد تا قسمتی سهام رأی را به‌دست بیاورد تا به همراه شرکت مدیاست بخش اعظمی از رسانه‌های ایتالیا را در اختیار داشته باشد. با این حال این طرح خصوصی‌سازی در اکتبر ۲۰۰۵ به حالت تعلیق درآمد. در سال ۲۰۰۶ رأی اعلام کرد حاصل این مشاجرات ضرر۹۶ میلیون دلاری برای این شرکت به همراه داشته‌است. شرکت رادیو تلویزیون رای خصوصی‌سازی خود را به‌طور کامل به حالت تعلیق دراورد و مدیر جدیدش «الفردو میوسی» قضیه خصوصی‌سازی را به‌طور کامل به مجلس ایتالیا واگذار کرد. شبکه‌های رأی در ۱۸ می ۲۰۱۰ با لوگو جدید آغاز بکار کردند و نام بعضی از شبکه‌هایش را نظیر رأی یویو، رای۵(که قبلاً با عنوان رأی اضافی شناخته می‌شد) رأی پریمیوم و رأی فیلم (که قبلاً با نام رأی سینما پخش می‌شدند) را تغییر داد.

## مدیریت
رای توسط شورایی اجرایی متشکل از ۹ عضو اداره می‌شود. رئیس وزارت توسعه اقتصاد ایتالیا به عنوان رئیس کل شرکت است و مدیر rai و نه عضو اجرایی را برای مدت حداکثر ۳ سال توسط او انتخاب می‌شوند.

## شبکه‌های تلویزیونی
rai چهارده شبکه تلویزیونی خود را از طریق دیجیتال ماهواره و اینترنت پخش می‌کند که شامل:
- رای ۱: کانال اصلی عمومی ویژه خانواده ایتالیا
- رای ۲: مخاطبان جوان
- رای ۳: پخش برنامه‌های استانی و محلی ایتالیا
- رای ۴: فیلم و مجموعه‌های تلویزیونی خارجی (غیر ایتالیایی) اغلب آمریکایی
- رای ۵: گزارش‌های فرهنگی و برنامه‌های مستند
- رای اخبار: خبر
- رای سریال پریمیوم: پخش مجوعه‌های تلویزیونی ایتالیایی
- رای ورزشی ۱: پخش مسابقات و رویدادهای ورزشی
- رای ورزشی ۲: پخش مسابقات و رویدادهای ورزشی
- رای فیلم: پخش فیلم‌های سینمایی
- رای مدرسه: پخش برنامه‌های آموزشی
- رای گولپ: مخصوص نوجوانان
- Rai Yoyo: پخش کارتون برای کودکان
- Rai Storia: کانال مستند تاریخی
- Rai HD: تلویزیون با کیفیت بالا
- Rai 3D: مخصوص پخش بازی‌های المپیک ۲۰۱۲ لندن

شبکه‌هایی که فقط از ماهواره قابل دریافت است و از سیستم دیجیتال پخش نمی‌شوند:
- Rai Italia: پخش بهترین برنامه‌های رأی برای مخاطبان جهانی در سطح بین‌المللی
- همچنین شرکت رأی با شبکه یورونیوز همکاری دارد؛ و نیز سیگنال شبکه‌های پارلمان ایتالیا شامل مجلس سنا و نمایندگان توسط این شرکت پخش می‌شود.

## ایستگاه‌های رادیویی
رای سه کانال رادیویی خود را به صورت آنالوگ پخش AM و FMو بااستفاده از پخش صوتی دیجیتال و ماهواره و همچنین بروی اینترنت و موبایل قابل گوش دادن است.
- Rai Radio 1: پوشش اخبار و رویدادهای جدید
- 2 Rai Radio:مصاحبه و گفتگو و پخش آهنگ‌های قدیمی ایتالیایی
- Rai Radio 3: پخش برنامه‌های فرهنگی هنری و موسیقی کلاسیک جهانی

## شبکه‌های قطع شده
- RaiSat Album:سی ژوئیه ۲۰۰۳
- رأی هنر: ۳۰ ژوئیه ۲۰۰۳
- RaiSat Fiction:سی ژوئیه ۲۰۰۳
- دختران پر سر و صدای رای-RaiSat Smash Girls: یکم اگوست ۲۰۰۹
- RaiSat Gambero Rosso Channel:یکم اگوست ۲۰۰۹
- Rai Azzurri: ویژه یورو ۲۰۰۴
- رأی مستند-rai doc: ویژه فرهنگ و سبک زندگی قطع شده در یکم ژوئن ۲۰۰۷
- رأی اینده-Rai Futura: فناوری‌ها و تکنولوژی‌های جدید بازی‌های رایانه‌ای ۱ فوریه ۲۰۰۷
- رأی المپیک-Rai Olimpia: بازی‌های المپیک ۲۰۰۴ اتن پوشش می‌داد
- رأی مفید-Rai Utile: قطع شده در ۱ زانویه ۲۰۰۸
- Rai Widescreen: مخصوص جام جهانی فوتبال ۱۹۹۸ فرانسه

## لوگو

آرم Erberto Carboni از ۳ ژانویه ۱۹۵۴ تا ۱۹۷۰ استفاده شد.
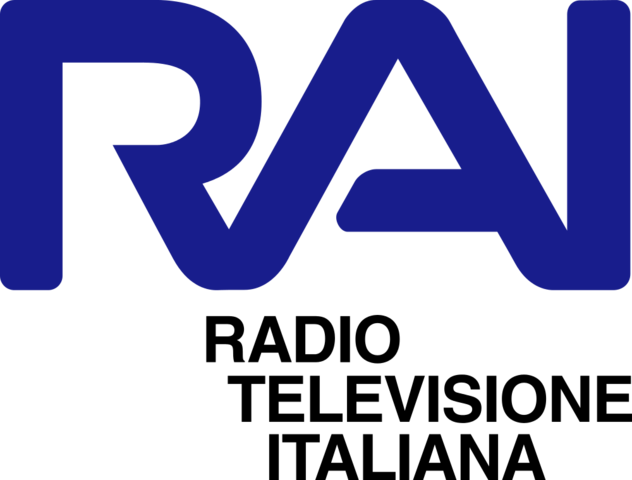
آرم Rai از ۳ اکتبر ۱۹۸۳ تا ۲۶ سپتامبر ۱۹۸۸ (Studio ARA)
طراحی مجدد جورجیو ماکی از ۲۶ سپتامبر ۱۹۸۸ تا ۱۶ مارس ۲۰۰۰ استفاده شد.
آرم «پروانه» استفاده شده از ۱۶ مارس ۲۰۰۰ تا ۱۷ مه ۲۰۱۰ (Società AReA)
آرم Rai از ۱۸ مه ۲۰۱۰ تا ۱۱ سپتامبر ۲۰۱۶ (Società FrameByFrame)
لوگو فعلی که در ۱۲ سپتامبر ۲۰۱۶ معرفی شد.